# Chiesa di San Biagio e San Francesco di Sales
La chiesa di San Biagio e San Francesco di Sales è un luogo di culto cattolico situato nel comune di Chiusavecchia, in via Vecchia Piemonte, in provincia di Imperia. La chiesa è sede della parrocchia omonima della zona pastorale di Pontedassio della diocesi di Albenga-Imperia.

## Storia e descrizione

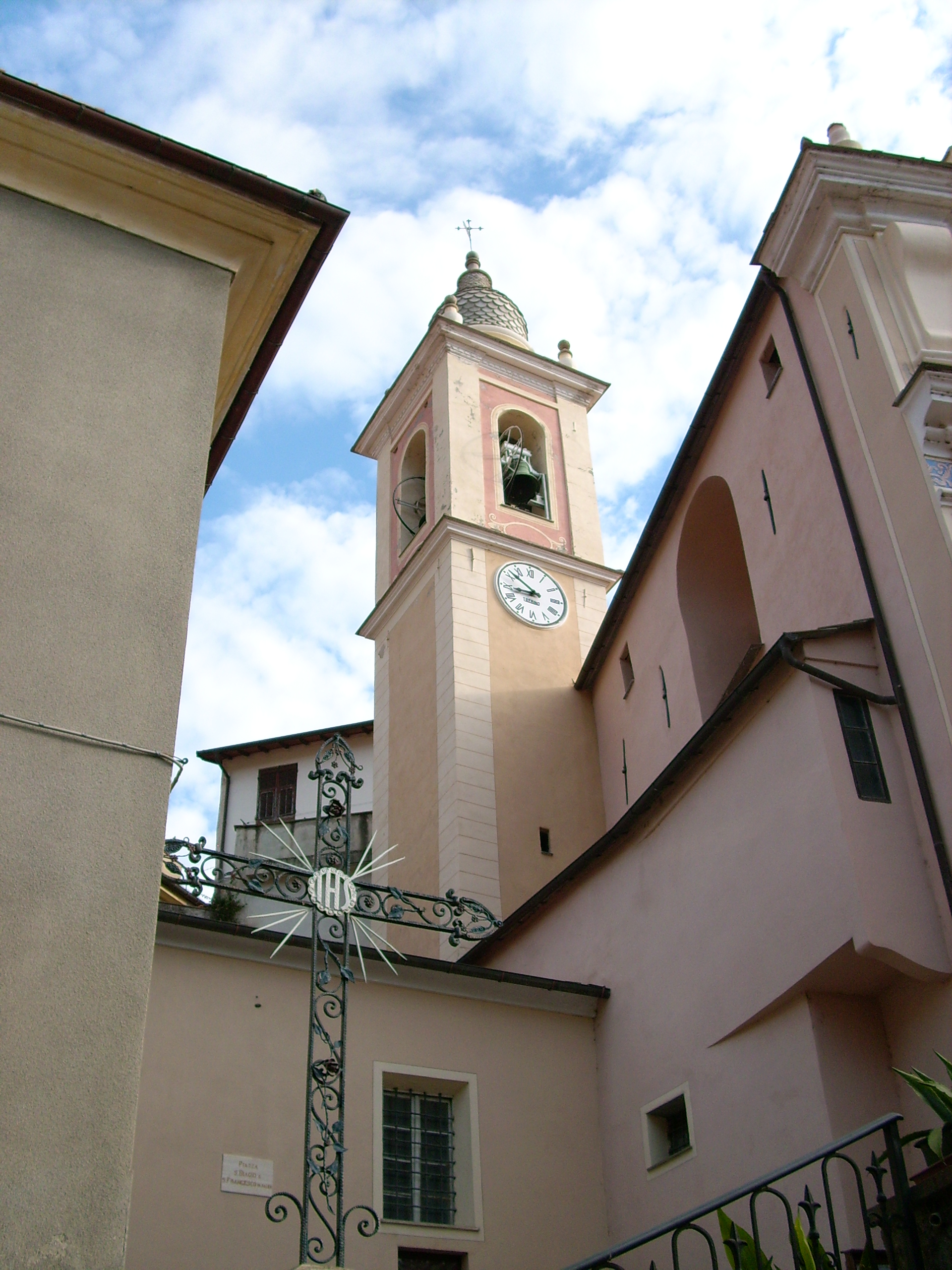
Il campanile

Anticamente esisteva un edificio religioso nel borgo di Chiusavecchia, forse d'epoca medievale, di cui non ne rimangono tracce documentarie, ma strutturali nei locali della sacrestia e nella base dell'attiguo campanile.
L'attuale parrocchiale è il frutto della nuova costruzione che avvenne sopra le fondamenta dell'impianto medievale nella seconda metà del XVII secolo; i lavori terminarono nel corso del 1683.
L'interno della chiesa, in stile barocco, è costituito da una sola navata sovrastata da una volta a botte e da quattro cappelle ai lati (due per parte) intitolate a santa Lucia, alla Madonna del Suffragio, al Santo Rosario e alla Santissima Trinità.
Tra le opere una pala d'altare ritraente la Madonna nella cappella del Santo Rosario e un crocifisso in legno databile tra il XV e il XVI secolo di ignoto scultore e ivi collocato sull'altare maggiore nel 1990 dopo un accurato restauro.
Attiguo alla chiesa il campanile con cupola a cipolla e dinnanzi al luogo di culto il caratteristico sagrato acciottolato alla genovese.